# Czerwieniec (Potęgowo)
Czerwieniec (deutsch Schierwens, auch Schierwenz) ist ein Dorf in der Gemeinde Potęgowo im Powiat Słupski der polnischen Woiwodschaft Pommern.

## Geographische Lage
Czerwieniec liegt in Hinterpommern, etwa 33 Kilometer östlich der Stadt  Słupsk (Stolp), 6,5 Kilometer nordöstlich des  Dorfs Potęgowo (Pottangow) und 7  Kilometer südöstlich des Dorfs Stowięcino (Stojentin).

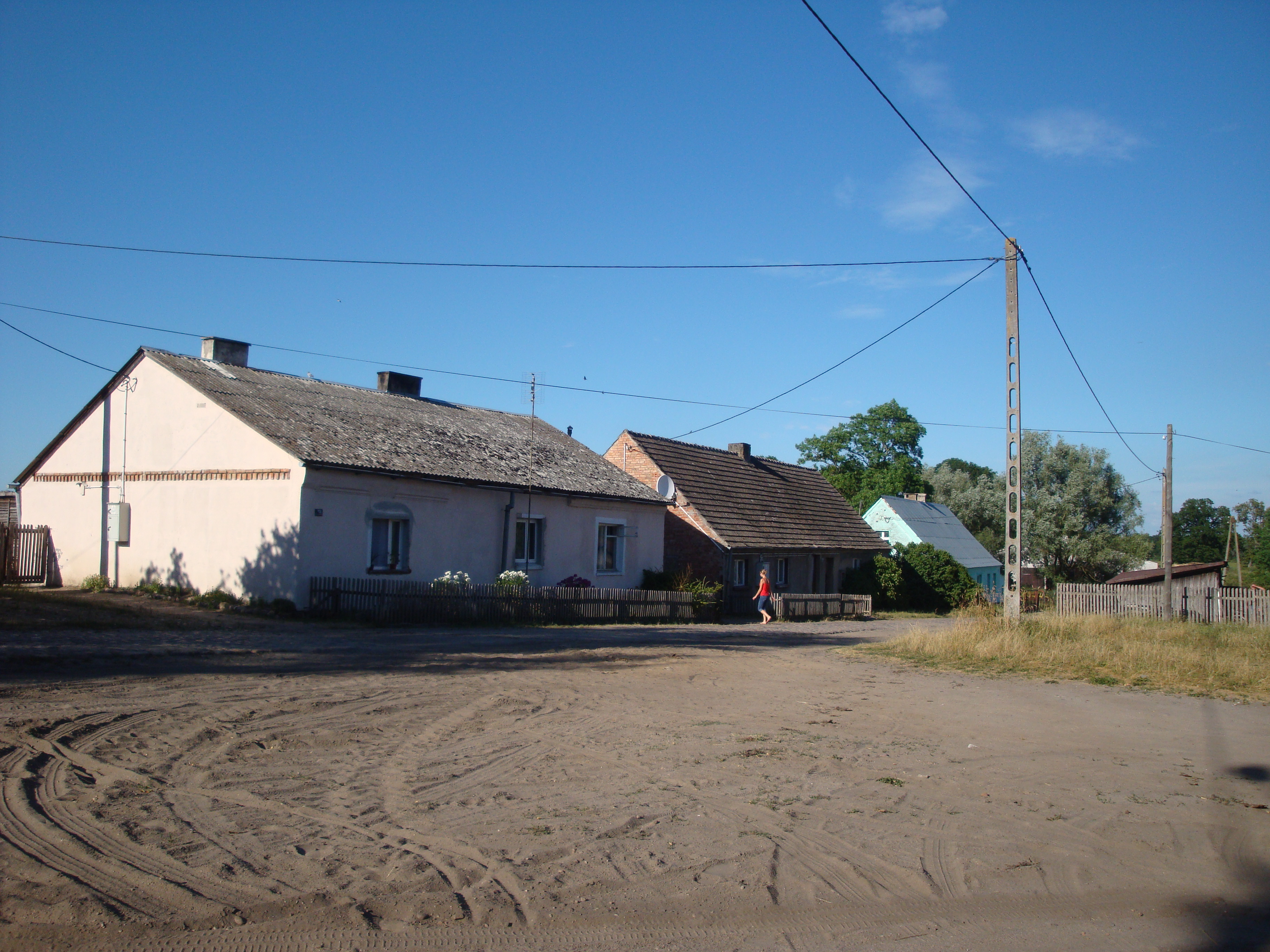
Siedlungshäuser aus der Vorkriegszeit, die nach der polnischen Besetzung zum Teil einen bunten Außenanstrich erhielten.

## Geschichte
Die Ortschaft, die in Form eines kleinen Sackgassendorfs angelegt worden war,  hieß früher Zierwenz, Zierwienz, Czierwienz, Zirsewenske, Czerwenz und Czerwenske,   in Lehensbriefen   wurde sie auch Zirkoske genannt. Schierwenz und das Nachbardorf Neitzkow waren ehemals alte Lehen der Familie Stojentin. Im Jahr 1518 belehnte der pommersche Herzog Bogislaw X. den Peter Stojentin mit den von dessen Vater hinterlassenen Gütern, zu denen auch ein Anteil der Gemarkung Schierwenz gehörte. Im Jahr 1590 gab es in Schierwenz noch zwölf Bauern und zwei Kossäten. Nach dem Tod von Otto von Stojentin verkaufte 1683 dessen Witwe das Dorf an Gneomar Reinhold von Hoym.  Letzterer verkaufte das Gut im Jahr 1727  zusammen mit einem Teil von Neitzkow an den Hauptmann  Heinrich  Wilhelm von Somnitz. Dieser kaufte 1736 von  Martin und Ernst Bogislaw von Wobeser den anderen Teil des Dorfs  Neitzkow hinzu und besaß seither sowohl Schierwenz als auch das  vollständige Gut Neitzkow. Danach kam Schierwenz in den Besitz der Grafen von Münchow.
Um 1784 gab es in Schierwenz ein Vorwerk,  eine Wassermühle, sieben Vollbauer,  zwei Halbbauern, drei Kossäten, einen Gasthof, eine Schmiede, einen Schulmeister, auf der Feldmark des Dorfs ein weiteres Vorwerk nebst einem Büdner  und insgesamt 24 Haushaltungen.  Die Wassermühle wurde seinerzeit von dem Bach angetrieben, der durch das Dorf fließt und in die Leba mündet. Um 1800 gab es in Schierwenz nur noch wenige Kaschuben.
Um 1804 befand sich Schierwenz im Besitz eines Angehörigen der Familie Schlieffen, danach eines Angehörigen der Familie Weiher. Vor 1823 hatte  Schwierwenz (damals Zierwenz genannt) 198 Einwohner. 1847 wurde das Gut von einem Herrn Cramer aufgekauft. Die Besitzer wechselten dann noch etliche Male, bis das seinerzeit 727 Hektar große Gut im Jahr 1924 von der Pommerschen Landgesellschaft erworben wurde. Es wurde nun aufgesiedelt. Das Restgut war 1938 noch 175 Hektar groß, wovon 60 Hektar Ackerland waren.
1925 standen in Schierwenz 35 Wohngebäude. 1939 wurden 260 Einwohner gezählt, die auf 62 Haushaltungen verteilt waren. Außer dem Restgut gab es in Schierwenz 35 weitere landwirtschaftliche Betriebe.
Vor Ende des Zweiten Weltkriegs gehörte Schierwenz zum Landkreis Stolp, Regierungsbezirk Köslin, der Provinz Pommern. Die Gemeindefläche war 1.094 Hektar groß. Schierwenz war der einzige Wohnort der Gemeinde Schierwenz.
Gegen Ende des Zweiten Weltkriegs wurde Schierwenz am 9. März 1945 von der Roten Armee besetzt. Zu dem Zeitpunkt befanden sich im Dorf Trecks mit Flüchtlingen aus Ostpreußen und Westpreußen. Es gab schwere Übergriffe der sowjetischen Soldaten gegenüber Zivilisten; zehn Personen, darunter zwei Kinder, wurden erschossen. Im Mai 1945 wurde ein ehemaliger polnischer Kriegsgefangener als Bürgermeister eingesetzt. Die Polen besetzten in Begleitung  bewaffneter polnischer Miliz die Häuser und Gehöfte und begannen mit der Vertreibung. Das Restgut und die Mühle behielten die sowjetischen Truppen vorläufig in Besitz. Schierwenz wurde in Czerwieniec umbenannt.
Später wurden in der Bundesrepublik Deutschland 130 und in der DDR 46 aus Schierwenz  vertriebene Dorfbewohner ermittelt.
Das Dorf hat heute etwa 100 Einwohner.

### Kirche
Die vor 1945 in Schierwenz anwesende Dorfbevölkerung war evangelisch. Im Jahr 1925 hatte das Dorf einen Bewohner katholischer Konfession. Schierwenz gehörte zum Kirchspiel Stojentin und damit zum Kirchenkreis Stolp-Altstadt.

### Schule
Bis 1945 verfügte Schierwenz über eine eigene Volksschule. Diese war im Jahr 1932 einstufig; ein einzelner Lehrer unterrichtete zu diesem Zeitpunkt 47 Schulkinder.